# Stegana scarabeo
Stegana scarabeo är en tvåvingeart som beskrevs av Bock 1982. Stegana scarabeo ingår i släktet Stegana och familjen daggflugor. Inga underarter finns listade i Catalogue of Life.